# Kvarteret Frans
Kvarteret Frans i Ronneby anlades efter 1864 års stadsbrand och sammanfaller helt med den plats där stadens medeltida torg en gång har legat. Hela det historiska kvarteret tillsammans med den västra delen av innerstaden omfattas av fornlämningen RAÄ Ronneby 214:1 som utgör den medeltida stadens utsträckning. Kvarterets placering i direkt anslutning till Norrebro, Ronneby gjorde att det tidigt blev mycket intressant för handel och köpmannagårdar. När Blekinge kustbana och järnvägsstationen anlades försköts handelsverksamheten mot Ronneby torg. 
En av de mer välkända köpmannagårdarna är tomten No 12 som idag kallas Magasinet. Bebyggelsen påbörjades av två bröder vid namn Svensson och togs över av skeppare Anders Jepsson från 1869 som anmälde till Ronneby stad att han ville bedriva handel med bland annat gryn och ved på tomten. Magasinsbyggnaden finns kvar 2017 och är ett tydligt exempel för sin tids träarkitektur.